# Хоуки, Эсми
Эсми Анна Хоуки (род. 2 марта 1998, Чизлхерст, Англия, Великобритания) — британская автогонщица.

## Биография
Хоуки начала заниматься картингом в возрасте десяти лет. Ранее Эсми посещала уроки балета и чечётки, но бросила их до занятий картингом, чтобы продолжить карьеру в автоспорте. Хоуки перешла в чемпионат Ginetta Junior Championship в сезоне 2014 года. Её первый сезон состоял из графика неполного гоночного дня в результате внешних обязательств, и в сезоне 2014 года показала свой лучший результат — два 15-х места в шести гонках, в которых участвовала. Эсми осталась в Ginetta Junior Championship на сезон 2015 года, перейдя в команду JHR Developments, однако Хоуки была одной из двух постоянных гонщиков (из 25), которым не удалось попасть в первую десятку за весь сезон.
В 2016 году Эсми стала гонщиком по развитию Porsche и участвовала в гонках на Cayman в Британском кубке Порше в классе GT4 в течение сезонов 2016—2017 годов, заняв второе место в чемпионате в сезоне 2016 года. Её команда GT Marques повысила её в свою программу Porsche Carrera Cup в сезоне 2018 года, взяв её в класс Pro-Am. Хоуки закончила сезон на пятом месте в классе с двумя подиумами и осталась в серии на сезон 2019 года. Эсми добилась ряда успешных результатов в Кубке Porsche Carrera и стала чемпионкой в классе Pro-Am в сезоне 2020 года.
Хоуки была объявлена одной из 18 гонщиц первого сезона Серии W. Эсми финишировала 12-й в своей первой гонке в Серии W в Хоккенхайме, заехав в очковую зону на протяжении большей части гонки, но на втором этапе произошло столкновение с Госей Рдест на трассе Золдер, в результате чего обе гонщицы сошли. Одним из лучших результатов Хоуки стало третье место в квалификации на финальном этапе в Брэндс-Хэтче, но Эсми остановилась на стартовой решётке и финишировала 16-й — её единственные очки в сезоне были получены в гонке на Норисринге, и Хоуки заняла 15-е место в турнирной таблице.
Эсми вернулась в Британский кубок Порше с Team Parker Racing, где выиграла первые четыре гонки подряд в классе Pro-Am, закончив сезон завоеванием чемпионского титула. В 2021 году Хоуки подписала контракт с Iron Lynx Motorsport Lab для участия в Европейской серии Ле-Ман на машине Ferrari Iron Dames GTE-spec, но контракт был расторгнут перед началом сезона из-за неправильной оценки лицензии, предоставленной ФИА.
В сезоне 2021 года Эсми перешла в чемпионат DTM, подписав контракт с командой T3 Motorsport, где выступала на машине Lamborghini Huracán GT3 Evo. Набрав два очка в своём первом сезоне, Хоуки продолжила участие на второй год в сезоне 2022 года с той же командой и на той же машине, но прекратила участие после первых двух этапов чемпионата из-за отсутствия финансирования команды.
В сезоне 2023 года Эсми перешла в British GT Championship и стала амбассадором Ginetta. Хоуки участвовала только в первых двух этапах сезона. Её лучшим результатом стало 13-е место в классе GT4 на трассе Уолтон-Парк.
После 2023 года Хоуки отошла от автоспорта и теперь ведёт подкаст о бизнес-маркетинге.

## Личная жизнь
У Хоуки есть сын Лео (род. 25 октября 2024).

## Статистика выступлений

### Сводная таблица
| Сезон | Турнир                      | Категория / Класс | Команда          | Старты | Победы | Поулы | БК | Подиумы | Очки | Место |
| ----- | --------------------------- | ----------------- | ---------------- | ------ | ------ | ----- | -- | ------- | ---- | ----- |
| 2014  | Ginetta Junior Championship |                   | AMD Motorsport   | 6      | 0      | 0     | 0  | 0       | 29   | 22    |
| 2015  | Ginetta Junior Championship |                   | JHR Developments | 16     | 0      | 0     | 0  | 0       | 34   | 25    |
| 2018  | Британский кубок Порше      | Pro-Am            | GT Marques       | 16     | 0      | 0     | 0  | 2       | 54   | 5     |
| 2019  | Серия W                     |                   | Hitech GP        | 6      | 0      | 0     | 0  | 0       | 2    | 15    |
| 2019  | Британский кубок Порше      | Pro-Am            | GT Marques       | 16     | 3      | 0     | 0  | 12      | 110  | 3     |
| 2020  | Британский кубок Порше      | Pro-Am            | Parker Racing    | 16     | 9      | 0     | 0  | 15      | 156  | 1     |
| 2021  | DTM                         |                   | T3 Motorsport    | 16     | 0      | 0     | 0  | 0       | 2    | 20    |
| 2022  | DTM                         |                   | T3 Motorsport    | 4      | 0      | 0     | 0  | 0       | 0    | 33    |
| 2023  | British GT Championship     | Silver Cups GT4   | Toro Verde GT    | 4      | 0      | 0     | 0  | 0       | 6    | 12    |
| Сезон | Турнир                      | Категория / Класс | Команда          | Старты | Победы | Поулы | БК | Подиумы | Очки | Место |

| Легенда к таблице |                                                                       |
| --- | --------------------------------------------------------------------- |
| В таблице перечислены результаты всех гонок, в которых принимала участие гонщица. Строками таблицы являются сезоны, столбцами — этапы серии. В каждой клетке указаны сокращённое название этапа и результат, дополнительно обозначенный цветом. Расшифровка обозначений и цветов представлена в нижеследующей таблице. |                                                                       |
| \| Пример \| Описание \| \| ------------ \| --------------------------------------------------------------------- \| \| 1 \| Победительница \| \| 2 \| Второе место \| \| 3 \| Третье место \| \| 5 \| Финишировала, заработав очки \| \| Сход \| Не финишировала, но при этом заработала очки \| \| 12 \| Финишировала, не получив очков \| \| НКЛ \| Финишировала, но не попала в финальную классификацию \| \| 15 \| Участвовала вне зачёта, либо по отдельной классификации \| \| 18 \| Не финишировала, но попал в финальную классификацию \| \| Сход \| Не финишировала \| \| НКВ \| Не прошла квалификацию \| \| НПКВ \| Не прошла предквалификацию \| \| ДСК \| Дисквалифицирована \| \| ИСК \| Исключена из протокола соревнований \| \| ТТ \| Участвовала только в тренировках \| \| НС \| Участвовала в квалификации, но не стартовала в гонке \| \| Т \| Травмирована или больна \| \| ОТК \| Отказ от участия \| \| НТР \| Прибыла на соревнования, но на трассу не выезжала \| \| НПР \| Была заявлена в числе участников, но не прибыла к началу соревнований \| \| О \| Соревнования отменены \| \| \| Не участвовала \| \| Поул-позиция \| \| \| Быстрый круг \| \| |                                                                       |
| Пример | Описание                                                              |
| 1 | Победительница                                                        |
| 2 | Второе место                                                          |
| 3 | Третье место                                                          |
| 5 | Финишировала, заработав очки                                          |
| Сход | Не финишировала, но при этом заработала очки                          |
| 12 | Финишировала, не получив очков                                        |
| НКЛ | Финишировала, но не попала в финальную классификацию                  |
| 15 | Участвовала вне зачёта, либо по отдельной классификации               |
| 18 | Не финишировала, но попал в финальную классификацию                   |
| Сход | Не финишировала                                                       |
| НКВ | Не прошла квалификацию                                                |
| НПКВ | Не прошла предквалификацию                                            |
| ДСК | Дисквалифицирована                                                    |
| ИСК | Исключена из протокола соревнований                                   |
| ТТ | Участвовала только в тренировках                                      |
| НС | Участвовала в квалификации, но не стартовала в гонке                  |
| Т | Травмирована или больна                                               |
| ОТК | Отказ от участия                                                      |
| НТР | Прибыла на соревнования, но на трассу не выезжала                     |
| НПР | Была заявлена в числе участников, но не прибыла к началу соревнований |
| О | Соревнования отменены                                                 |
| | Не участвовала                                                        |
| Поул-позиция |                                                                       |
| Быстрый круг |                                                                       |

### Результаты выступлений в Серии W
| 12         | Сход | 11 | 9 | Г1 11 | Г2 16 | 16 |
| Источники: |      |    |   |       |       |    |